# 菅原昭英
菅原 昭英（すがわら あきひで/しょうえい、1942年 - ）は、日本の仏教学者、歴史学者、東京大学史料編纂所教授（東京大学名誉教授）、駒沢女子大学名誉教授・元図書館長・元学長。曹洞宗泉龍寺（東京都狛江市）前住職・仏教文庫館長。専門は日本中世史。

## 略歴

### 学歴
1942年、東京都狛江市の曹洞宗泉龍寺に生まれる。1972年、東京大学大学院人文科学研究科修士課程修了。

### 職歴
1982年、東京大学史料編纂所に助教授として勤務。1995年に教授に昇進。2002年に定年退官、同大名誉教授に。駒沢女子大学教授に転籍。のち同大図書館長、同学長を歴任。2011年、泉龍寺仏教文庫開設、同寺住職退董。

## 家族
妻に菅原征子（女性史学者、東京女子大学・桐朋学園短期大学部非常勤講師）

## 著作リスト

### 監修
- 『口語訳 道元禅師の典座教訓』（駒沢学園、駒沢女子大学、2009年）

### 共著
- 『狛江 -語りつぐむかし-』（井上孝、清水長明と、松下紀久雄画、狛江市企画広報課、1990年）

### 論文
- CiNii>菅原昭英
- INBUDS>菅原昭英
- JGLOBAL>菅原昭英

## 科研費
- KAKEN>菅原昭英